# Simon Gruget
Pour les articles homonymes, voir Gruget.
Simon Jean Gruget, né le 14 avril 1751 à Beaupréau, mort le 21 janvier 1840 à Angers, curé de l'église de la Trinité d'Angers, est un prêtre non-assermenté, qui refusa de prêter le serment de fidélité à la Constitution civile du clergé. Il est l'auteur de plusieurs ouvrages sur les persécutions révolutionnaires en Anjou pendant celle-ci. 

## Biographie
Simon Gruget nait à Beaupréau, il est baptisé le lendemain, comme c'est la coutume à l'époque, dans l'église paroissiale avec pour marraine Catherine Gruget, sa sœur, et pour parrain Simon Pineau. Il est le fils de Julien Gruget et de Jeanne-Rose Herbert,
Il est vicaire à la l'église de la Trinité d'Angers le 23 septembre 1775, puis curé du 26 avril 1784 au 21 janvier 1840. 
Réfractaire au serment constitutionnel, il est remplacé le 27 mars 1793. L'abbé Gruget vit clandestinement, pendant toute la Révolution, à Angers où il continue son ministère.
Simon Gruget a raconté dans son journal ce qu'il voyait place du Ralliement, de sa fenêtre : « L'instrument fatal était assez près de moi pour que je puisse non seulement le voir. Mais encore donner l'absolution à tous ceux qui étaient condamnés à mort. J'entendais les cris ou plutôt les hurlements qu'on faisait à chaque tête qui tombait. Et je voyais les chapeaux qu'on levait en l'air aux cris de « Vive la République ! » en signe d'approbation ». L'abbé Gruget notait chaque jour les événements dont il était témoin ; il rédigea un journal dont les fragments subsistants (1794-1795) seront publiés dans la « Revue de L'Anjou » et font l'objet d'une impression en 1993. 
Après le Concordat, l'abbé Gruget se consacra à la restauration des écoles.
Un monument contenant le cœur de l'abbé fut érigé à sa mémoire dans l'église de la Trinité par souscription à la fin de l'année 1840. Il est constitué d'une haute et large pierre en marbre noir incrustée dans le mur portant l'urne, surmontée d'une croix, avec un bas relief en marbre blanc représentant « la Religion et la Charité » surmonté d'un buste qui est l'œuvre du sculpteur Walter, qui s'était inspiré d'un portrait de Simon Gruget fait en 1835 par Beaumont.
En 1869, sur proposition du maire René Montrieux, le conseil municipal d'Angers décide de nommer une rue à son nom : la rue de l'Abbé Gruget, ancienne rue des Fossés, dans le quartier de la Doutre. L'ancienne rue de l'Hôpital du quartier de Gonnord à Valanjou, aujourd'hui Chemillé-en-Anjou, porte également son nom

## Source
- Dictionnaire historique de Maine-et-Loire, Célestin Port. Gruget (l'abbé Simon-Jean), version révisée p. 263. (G-GUY).1978[12].
- Portais, Charles-Louis-Théophile, L'abbé Gruget, curé de la Trinité d'Angers, sa paroisse, son diocèse, son temps, 1751-1840 : chanoine Portais ; ouvrage précédé d'une lettre de S. G. Mgr Mathieu, Germain et G. Grassin (Angers), 1896 (lire en ligne), p. 622.